# Sibila con tábula rasa
Sibila con tábula rasa es un pequeño óleo sobre lienzo de 1648, probablemente inacabado, de Diego Velázquez, el pintor más importante del Siglo de Oro español.  
Aunque se desconoce la identidad de la mujer, generalmente se cree que es una sibila, debido a su similitud con la Sibila de 1631–32 del artista (Retrato de Juana Pacheco?). Ambos muestran vistas de perfil de mujeres de longitud media, sosteniendo una tablilla de cera . La fecha aproximada de 1648 se da en base a sus semejanzas estilísticas con la Venus del espejo. Ambas obras comparten las pinceladas sugerentes, sueltas y fluidas, generalmente aceptadas como influenciadas por Tiziano durante sus visitas de 1629 y 1649 a Italia. Sibila con tábula rasa se destaca por su "elegancia moderada, armonías de colores apagados y la poesía evocadora de los labios separados de la figura y el" perfil "perdido".

## Descripción
En la tradición cristiana medieval, las sibilas se convirtieron en profetisas advirtiendo a los romanos paganos de la venida de Cristo. A menudo, como en este cuadro, se las representaban con tabletas (o con libros abiertos), aunque generalmente se representaban en el arte del Renacimiento tardío y barroco con suntuosas túnicas y tocados. En contraste, esta mujer tiene el cabello despeinado, con mechones sueltos que se derraman sobre su cuello y la parte superior de la espalda expuesta, y está vestida con ropa relativamente simple. En contra de esto, se ha argumentado que la mujer es retratada de una manera inusualmente espontánea por el momento, capturada como en el momento fugaz en el que ella da su profecía. Su piel se presenta en tonos blancos perlados, sus labios están separados como si estuvieran a punto de hablar mientras su dedo descansa sobre la tableta aparentemente en blanco (tabula rasa). La historiadora del arte Simona Di Nepi, entre otros, ha notado el hábito de Velázquez de emplear modelos de aspecto excepcional para sentarse en el tema clásico y para presentar sus características de una manera realista y sin igual.
Varios historiadores del arte han planteado dudas sobre su identificación como sibila y, en cambio, ven a la mujer como una personificación de la pintura, señalando el parecido con La fábula de Aracne. Se ha sugerido que Velázquez utilizó el mismo modelo para ambas obras, aunque otros afirman esta afirmación sobre la base de que la posición de Arachne significa que su rostro está oculto para el espectador. Otros argumentos en contra de la personificación de la pintura incluyen la omisión de un caballete o un pincel. Otras sugerencias incluyen a Clio, la musa de la historia, o la pintora Flaminia Triunfi, a quien Velázquez conoció en Italia.

## Galería

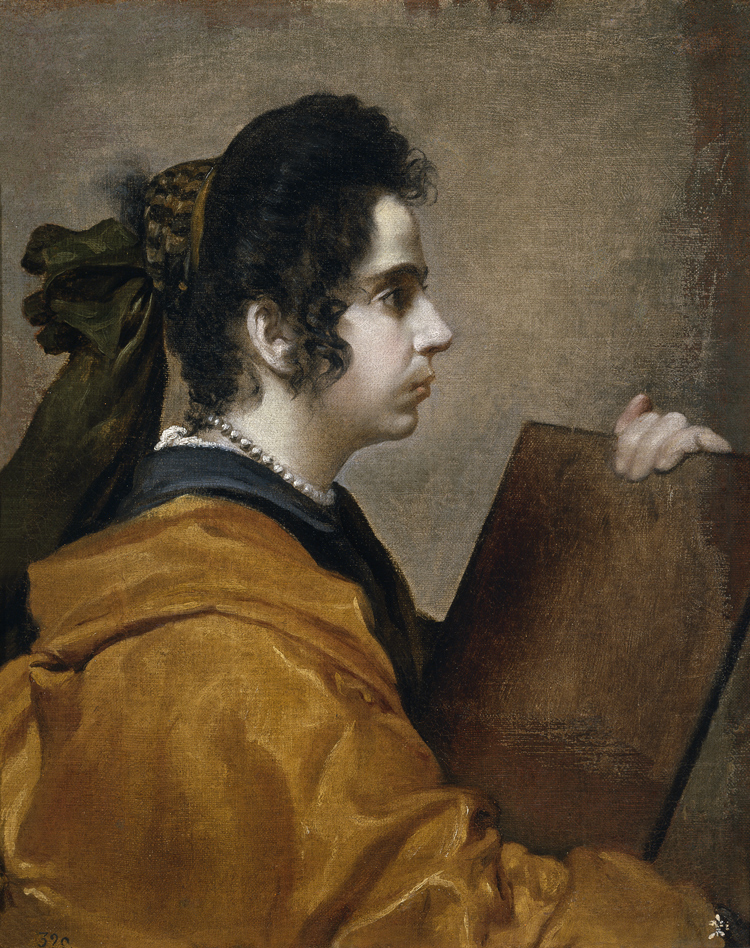
Juana Pacheco, esposa del artista, como una sibila (?), C. 1631. Una representación más rígida de una pose de retrato similar. Esta obra fue pintada en exceso en el siglo XIX, cuando se agregaron elementos como joyas. La pintura en exceso se eliminó a principios de la década de 1920 cuando se atribuyó a Velázquez. Al igual que la Sibila con tabula rasa, se cree que está inacabada.
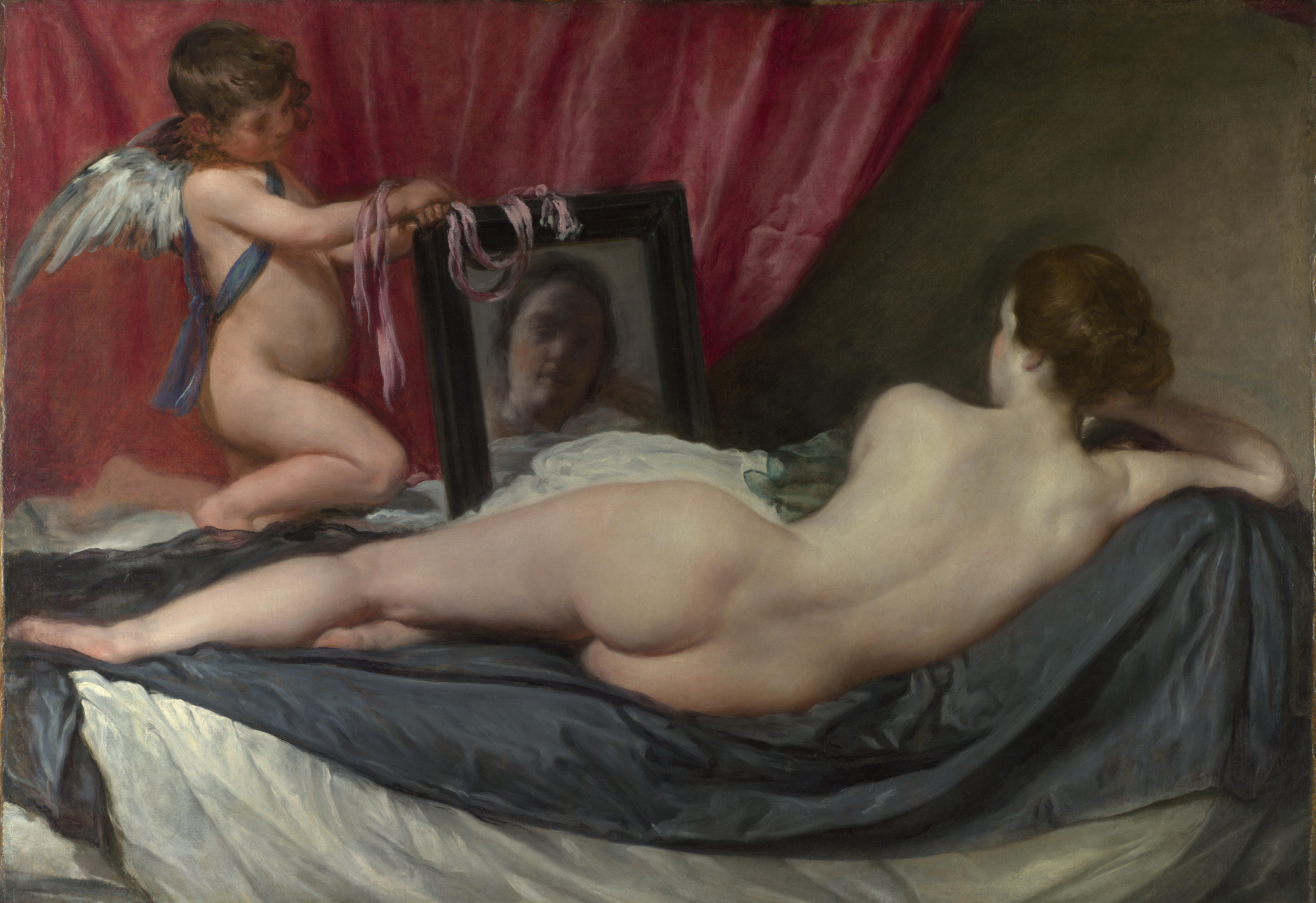
Venus del espejo, c. 1647–51. La datación aproximada de Sibila con tábula rasa se basa en la similitud del trabajo con pincel.